# 高橋美由紀
高橋美由紀（2月18日—）、日本漫画家。埼玉縣所澤市出身。代表作為《惡魔的默示錄》與《9號殺手》。

## 作品
- 大和妖神錄、全1冊、原名
- 《夢幻奇談》系列
  1. 夢幻奇談 - 12月的火車、全1冊、原名
  2. 夢幻奇談 - 狐貍嫁女兒、全1冊、原名
- 警告~惡魔的復活、全1冊
- 鏡中魅影、全1冊
- 惡魔的默示錄、全30冊、原名
- 人狼血族、全3冊、原名
- 最後的秘密、全1冊
- 《墮落天使》系列
  1. 墮落天使、18冊待續、原名
  2. 墮落天使 -新章- 、1冊待續、原名
- 《純真遊戲》系列
  1. 純真遊戲、全2冊、原名
  2. 純真遊戲．巴傳、1冊待續、原名
- 《時空謎夢》系列
  1. 時空謎夢、全2冊、原名
  2. 時空謎夢S、全10冊、原名
  3. 時空謎夢T、全2冊、原名
- 《9號殺手》系列
  1. 9號殺手、全21冊、原名《9番目のムサシ（日语：9番目のムサシ）》
  2. 9號殺手 - 湛藍任務、全8冊、原名
  3. 9號殺手 - 赤色攔截、全12冊、原名
- 《海龍神》系列
  1. 海龍神、全11冊、原名
  2. 海龍神~大海守護者、全2冊、原名

## 外部連結
- （日語）高橋美由紀 公式網站 （页面存档备份，存于）